# Motor de indução

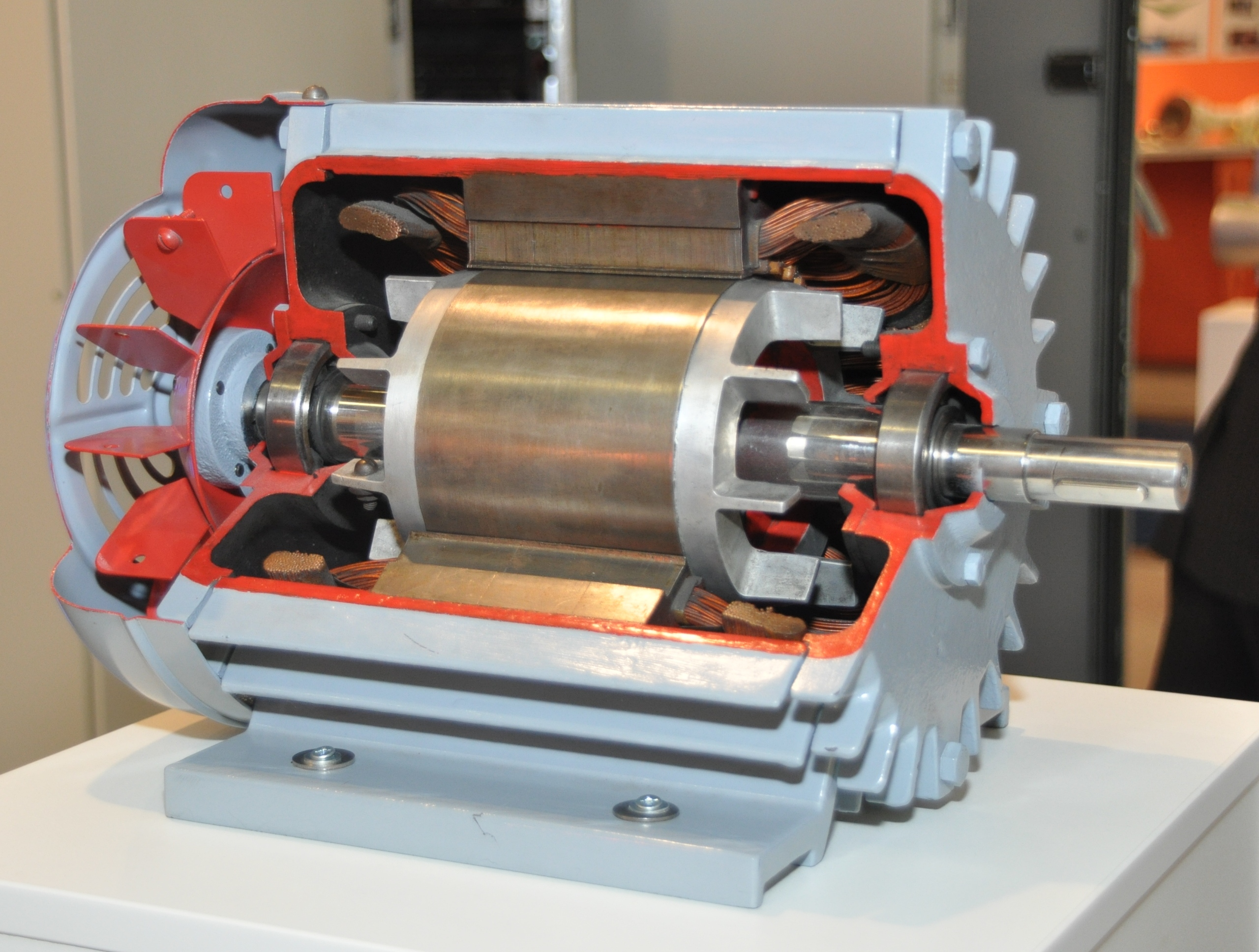
Corte de um motor de indução.

Motor de indução é um motor elétrico construído de tal maneira que se têm dois campos magnéticos girantes.
Os motores de indução são máquinas eléctricas, concretamente máquinas assíncronas (Motor Assíncrono).
Um motor de indução, portanto, não precisa de conexões elétricas com o rotor. O rotor de um motor de indução pode ser do tipo enrolado ou do tipo gaiola de esquilo.
Os motores de indução trifásicos de gaiola de esquilo são amplamente utilizados como acionamentos industriais porque são de partida automática, confiáveis e econômicos. Os motores de indução monofásicos são amplamente utilizados para cargas menores, como trituradores de lixo e ferramentas elétricas estacionárias. Embora tradicionalmente usados para serviços de velocidade constante, os motores de indução monofásicos e trifásicos estão sendo cada vez mais instalados em aplicações de velocidade variável usando inversores de frequência variável (VFD). O VFD oferece oportunidades de economia de energia para motores de indução em aplicações como ventiladores, bombas e compressores que possuem carga variável.

## Motores e Geradores de Indução Trifásicos (MIT)

### Constituição
Um motor de indução é composto basicamente de duas partes: Estator e Rotor. O espaço entre o estator e o rotor é denominado entreferro. O estator constitui a parte estática e o rotor a parte móvel.
O estator é composto de chapas finas de aço magnético tratadas termicamente ou de aço silício para reduzir ao mínimo as perdas por correntes parasitas e histerese. Estas chapas têm o formato de um anel com ranhuras internas (vista frontal) de tal maneira que possam ser alojados enrolamentos, os quais por sua vez, quando em operação, deverão criar um campo magnético no estator.
O rotor também é composto de chapas finas de aço magnético tratadas termicamente, com o formato também de anel (vista frontal) e com os enrolamentos alojados longitudinalmente.

## Tipos
Existem dois tipos de máquina de indução:
- Motor de indução trifásico, rotor curto-circuitado (tipo gaiola de esquilo) : No qual o rotor é composto de barras de material condutor que se localizam em volta do conjunto de chapas do rotor, curto-circuitadas por anéis metálicos nas extremidades.
- Motor de indução trifásico, rotor bobinado: No qual o rotor é composto de enrolamentos distribuídos em torno do conjunto de chapas do rotor.

## Construção
O motor de indução é o motor de construção mais simples. Estator e rotor são montados solidários, com um eixo comum aos “anéis” que os compõem. O estator é constituído de um enrolamento trifásico distribuído uniformemente em torno do corpo da máquina, para que o fluxo magnético resultante da aplicação de tensão no enrolamento do estator produza uma forma de onda especialmente senoidal. A onda eletromagnética produzida pelo enrolamento é uma função senoidal do espaço e do tempo.

## Princípio de funcionamento

Campo magnético girante como a soma de três vectores

A aplicação de tensão alternada nos enrolamentos do estator irá produzir um campo magnético variante no tempo que devido à distribuição uniforme do enrolamento do estator irá gerar um campo magnético resultante girante na velocidade proporcional à frequência da rede trifásica. O fluxo magnético girante no estator atravessará o entre-ferro e por ser variante no tempo induzirá tensão alternada no enrolamento trifásico do rotor. Como os enrolamentos do rotor estão curto circuitados essa tensão induzida fará com que circule uma corrente pelo enrolamento do rotor o que por consequência ira produzir um fluxo magnético no rotor que tentará se alinhar com o campo magnético girante do estator.
Como o valor das tensões induzidas no rotor no caso de rotor bobinado dependem da relação de espiras entre o rotor e o estator, o estator pode ser considerado como o primário de um transformador e o rotor como seu secundário.
Este tipo de motor quando acionado por uma turbina e operando com uma rotação acima da síncrona pode gerar potência ativa e entregá-la ao sistema onde está conectado, passando então a funcionar como gerador.

### Velocidade de sincronismo
Velocidade de sincronismo, também chamada de velocidade síncrona, é a velocidade de rotação do campo girante. 
O valor desta velocidade depende da maneira como estão distribuídas e ligadas as bobinas no estator do motor, bem como a frequência da corrente que circula no enrolamento do mesmo. É calculada pela seguinte expressão: Ns=(120.f)/P 
Onde:
Ns = velocidade do campo girante, em rpm.
f = frequência da rede de alimentação em hertz.
P = número de pólos.

### Escorregamento
O escorregamento é definido como a diferença entre a velocidade síncrona e a velocidade real do motor, expressa pela fração da velocidade síncrona. ou  SLIP, é a diferença entre a velocidade do campo girante e a velocidade do rotor, expresso em percentagem. É calculado pela seguinte expressão: S (%) = (Vs-Vr) / Vs
Onde: 
Vs é a velocidade síncrona (Velocidade do C.M.G - Campo Magnético Girante). 
Vr é a velocidade do rotor. 
O escorregamento tem influência direta na frequência da força eletromotriz induzida na barra do rotor. No instante da partida, ou seja, quando o rotor está parado, o escorregamento é máximo, ou seja, S=1 e a frequência é igual a da tensão de alimentação.Sabemos que a frequência rotórica depende da velocidade de corte das linhas de força do campo girante, e como o escorregamento é diretamente proporcional a essa velocidade, conclui-se que a frequência rotórica é diretamente proporcional ao escorregamento.